# Ignacij Žitnik
Ignacij Žitnik (24. listopadu 1857 Fužina – 28. prosince 1913 Lublaň) byl rakouský římskokatolický kněz a politik slovinské národnosti, na konci 19. a počátku 20. století poslanec Říšské rady.

## Biografie
Vychodil národní školu a pak v letech 1871–1879 gymnázium v Novém mestě. Do roku 1881 pak sloužil v rakousko-uherské armádě v Lublani. Následně absolvoval kadetní školu v Terstu. Od roku 1881 studoval bohoslovectví, roku 1883 byl vysvěcen na kněze. Působil jako kaplan a vikář a studoval v Římě, kde roku 1894 získal doktorát z římského práva. Roku 1907 byl jmenován kanovníkem, roku 1910 za sídelního kanovníka a konzistorního radu.
Od mládí se zapojil do veřejného a politického života. Působil jako novinář a publicista. Byl členem přípravného výboru 1. a 2. katolického sjezdu. Od roku 1889 byl členem Slovinské lidové strany, v níž představoval její levicové křídlo. Od roku 1889 byl poslancem Kraňského zemského sněmu za kurii venkovských obcí (obvod Trebnje, Stična, Žužemberk, Mokronog, Litija). Byl sem opakovaně zvolen i v roce 1895 a 1901. V roce 1908 byl na zemský sněm zvolen za obvod Postojna, Planina, Logatec, Cerknica, Senožeče, Lož, Ilirska Bistrica a mandát obhájil i v roce 1913. Po jistou dobu zastával funkci předsedy finančního výboru sněmu.
Na konci 19. století se zapojil i do celostátní politiky. Ve volbách do Říšské rady roku 1897 získal mandát v Říšské radě (celostátní zákonodárný sbor) za kurii venkovských obcí, obvod Postojna atd. Za týž obvod obhájil mandát i ve volbách do Říšské rady roku 1901. Uspěl i ve volbách do Říšské rady roku 1907, konaných již podle všeobecného a rovného volebního práva. Zvolen byl za obvod Kraňsko 7. Profesně se k roku 1907 uvádí jako novinář. Byl členem poslaneckého klubu Slovinský klub. Mandát obhájil ve volbách do Říšské rady roku 1911. Setrval zde do své smrti roku 1913. V parlamentu ho pak nahradil Lovro Pogačnik.